# Arsjak II van Armenië
Arsjak II of Arshak II of Arsaces II  (Armeens: Արշակ Բ, Latijn: Arsaces, Grieks: Αρσάκες, Arsakes) was koning van Armenië van ca.350 tot ca.370.
Hij zou zijn vader Tigranes VII hebben vermoord rond ca.360 en kwam daarmee in conflict met patriarch Nerses I.
Het koninkrijk Armenië was een vazalstaat van het Romeinse Rijk. Rond 358 hervatte koning Shapur II van de Sassaniden de Romeins-Perzische oorlogen. Zolang de Romeinen de boot konden afhouden was Arsjak II veilig. In 363 sneuvelde keizer Julianus Apostata tijdens de Slag bij Samarra. Zijn opvolger keizer Jovianus, om verdere verliezen te voorkomen, tekende een nadelig vredesverdrag met de Sassaniden. De Romeinen verloren de Romeinse provincie Mesopotamia met als hoofdplaats Nisibis, alsook de militaire basis Singara, daarenboven moest het protectoraat over het koninkrijk Armenië worden opgeven.
Arsjak II stond er nu alleen voor. Dankzij zijn generaal (sparapet) Vasak I Mamikonian hield Armenië het nog vier jaar vol. Moe gestreden, gaf Arsjak II zich over. Samen met zijn generaal Vasak werden ze opgesloten in een gevangenis in Khuzestan. Beiden werden zwaar gemarteld, Arsjak II pleegde later zelfmoord.